# جوی ویلیامز (خواننده)
جوی ویلیامز (انگلیسی: Joy Williams؛ زادهٔ ۱۴ نوامبر ۱۹۸۲) موسیقی‌دان اهل ایالات متحده آمریکا است. وی از سال ۲۰۰۰ میلادی تاکنون مشغول فعالیت بوده‌است.
 او تاکنون برنده چهار جایزه گرمی شده‌است.